# Ong Tiong Oh
Ong Tiong Oh (chinesisch 王長荷, Pinyin Wáng Zhǎnghé, Ông Tiông-ô; geb. 28. August 1953) ist ein Brunei-Chinesischer Adliger, Geschäftsmann und Politiker. Er war Mitglied des Legislative Council (LegCo) von 2017 bis 2022. Er ist auch der Vize-Vorsitzender des Aufsichtsrates der Chung Hwa Middle School in Bandar Seri Begawan (CHMS, BSB). und Vorsitzender des Schulrates der St. George’s School.

## Leben

### Ausbildung und Beginn der Karriere
Ong erhielt seine frühe Ausbildung am Sultan Omar Ali Saifuddien College und begann seine Arbeit bei Low San Hardware und 1973 und 2011 half dabei, sie zur Firma Low San Manufacturing aufzubauen. Sein Vater, der Business Tycoon Ong Ling Tian hatte Low San gegründet, welche Bruneis Hardware-Markt seit den 1950ern durch die 1980er. Nach dem Tod seines Vaters teilten die Geschwister das Imperium in Low San, Hang San, Lian San, Kim San und Hua San auf. Der einzige Sohn, Ong, übernahm die Kontrolle von Low San. Der Hardware-Sektor in Brunei ist noch immer unter der Kontrolle der Ong-Familie.
Ong gründete 2010 eine zweite Firma, „The Tool Box“, und war der Direktor. Seit 2015 war er Vorsitzender des Chinese School’s Board. Am 13. Januar 2017 wurde er in das Legislative Council berufen.

### Politische Karriere
Am 14. November 2017 veranstaltete das Entwicklungsministerium und die ihm unterstellten Abteilungen eine Diskussion mit ausgewählten Mitgliedern des Legislative Council im Dewan Betabur. Ong leitete die Gruppe der Ehrenmitglieder des Legislative Council. Ong vertrat die Chung Hwa Middle School als Non-Profit-Organisation. Er wies darauf hin, dass die Schule sich darum bemüht, zusätzliche Finanzierungsquellen zu finden, wie zum Beispiel private Spenden und öffentliche Zuwendungen, um ihre laufenden Kosten zu decken. 2018 schlug Ong Tiong Oh vor, Alkoholische Getränke mit Einfuhrgenehmigung an der Grenze zu besteuern und die eingenommenen Gelder dafür einzusetzen, die Kosten für die Grenzkontrollen zu decken. Amin Liew Abdullah (Dato Mohd Amin) nahm diesen Vorschlag positiv auf und ließ das Ministerium die Praktikabilität prüfen.

## Familie
Ong ist verheiratet. Er residiert in Jalan Kebangsaan, Bandar Seri Begawan. Er spielt auch Schlagzeug.

## Philanthropie

### Basketball
2019 spendete Ong neben Mathew Boyd bei der Veteran Low San Shield Basketball Competition für die Brunei Basketball Association (BBA). Am 2. Oktober 2023 wurde das Low San Basketball Tournament im Batu Bersurat Basketball-Komplex der BBA.

### Fußgängerbrücke
In einer Rede vor den Medien am Rande der offiziellen Eröffnung und Übergabe der Ong Tiong Oh Pedestrian Bridge (Fußgängerbrücke Ong Tiong Oh) im Jahr 2015 versprach Pehin Suyoi Osman, dass Fußgänger und Studenten nicht länger dem Risiko von Verkehrsunfällen ausgesetzt sein würden, und dankte Ong für das Sponsoring des Brückenbaus. Der Bau der Brücke zwischen CHMS und Bandar Seri Begawan, der Hauptstadt, trägt dazu bei, die Zahl der Zwischenfälle zu verringern, bei denen Schüler die stark befahrene Straße überqueren. Die Kosten für dieses Brückenprojekt belaufen sich auf etwa 850.000 Dollar. Die Kosten waren im Vorfeld um etwa 10 % gestiegen. Die Justiz von Brunei hielt den Fall Pro-Builder Sdn Bhd gegen Ong Tiong Oh für „wichtig, da eine wachsende Zahl von Prozessparteien nach anderen Möglichkeiten der Streitbeilegung sucht.“

### COVID-19 relief fund
Nach Pehin Goh King Chin, Hua Ho, Guan Hock Lee und der Swee Construction ist Ong Tiong Oh der fünfte Spender, der am 28. August 2021 mit einer Spende von 100.000 B$ einen sechsstelligen Betrag zum COVID-19-Hilfsfonds beisteuerte. Bereits im Vorjahr spendete er eine ähnliche Summe von 100.000 US-Dollar.

## Politische Positionen
Laut Ong erwartete Brunei den Besuch des chinesischen Präsident Xi Jinping mit Spannung. Er brachte seinen Optimismus zum Ausdruck, dass die Freundschaft zwischen Brunei und China durch eine für beide Seiten vorteilhafte Zusammenarbeit im Rahmen der Neuen Seidenstraße (Belt and Road-Initiative) in einer Vielzahl von Bereichen, einschließlich Wirtschaft und Technologie, solide bleiben könne.